# Wishek (Dacota do Norte)
Wishek é uma cidade localizada no estado norte-americano de Dacota do Norte, no Condado de McIntosh.

## Demografia
Segundo o censo norte-americano de 2000, a sua população era de 1122 habitantes.
Em 2006, foi estimada uma população de 980, um decréscimo de 142 (-12.7%).

## Geografia
De acordo com o United States Census Bureau tem uma área de
3,8 km², dos quais 3,8 km² cobertos por terra e 0,0 km² cobertos por água. Wishek localiza-se a aproximadamente 620 m acima do nível do mar.

## Localidades na vizinhança
O diagrama seguinte representa as localidades num raio de 36 km ao redor de Wishek.